# Жаткович, Григорий Игнатий
Григо́рий Игна́тий Жатко́вич (русин. Ґріґорій Жатковіч, словац. Grigorij Žatkovič; 2 декабря 1886, Голубиное (ныне Мукачевский район, Закарпатская область, Украина) — 26 марта 1967, Питтсбург, Пенсильвания, США) — карпаторусский государственный и общественный деятель, доктор права, адвокат, журналист. Первый губернатор Подкарпатской Руси в составе Чехословакии (1919—1921). Впоследствии один из лидеров карпаторусской эмиграции в Америке.

## Биография
Родился в селе Голубиное (ныне Мукачевский район, Закарпатье). В пятилетнем возрасте с родителями переселился в США. Его отец, Павел Жаткович, был журналистом и издавал в США газету «Американскій Русскій Вестникъ». Начальное и среднее образование получил в школах Питтсбурга и Нью-Йорка, высшее юридическое — в Пенсильванском университете (Филадельфия).
Был активным деятелем Американской народной рады угро-русинов, добивавшейся для русинов автономии.
Возглавлял делегацию американских русинов на родину и помогал организовать Русский клуб в Ужгороде (март 1919 года). В августе 1919 года был назначен чехословацкими властями президентом Директории Подкарпатской Руси, первого правительства автономной Карпатской Руси, а в апреле 1920 года — первым губернатором края. В марте 1921 года оставил пост губернатора в знак протеста против политики чехословацких властей, которые не соглашались предоставить Подкарпатской Руси автономию, и вернулся в США.
В период Второй мировой войны, когда Закарпатье было аннексировано Венгрией, издавал газету «Карпатец» (1941—1943), на страницах которой пропагандировал уже идею о включении Закарпатья в состав Чехословакии.